# Mouvement populaire algérien
Pour les articles homonymes, voir UDR et MPA.
Le Mouvement populaire algérien (MPA) une formation politique algérienne crée en juillet 2003.

## Histoire
Le Mouvement populaire algérien (nommé ainsi depuis 2012) est issu de l'ancienne Union pour la démocratie et la République (UDR), elle même issue d'une scission du RCD, officiellement créée le 26 septembre 2003 à Béjaïa, à l’issue d'une réunion des membres fondateurs et après avoir été annoncée le 28 juillet.

## Membres fondateurs
- Arezki Abboute[4],[5]
- Amara Benyounès[5]
- Hamid Ouazar[5]

## Ligne politique
Le MPA s’inscrit d’emblée dans le courant social-démocrate. Il se réclame des valeurs de la liberté du culte, de la laïcité, de la réappropriation de l’identité algérienne pleine et entière ainsi que l’égalité entre les citoyennes et les citoyens par l’abrogation du code de la famille et la défense des droits de l’homme.
En novembre 2018, le parti est intégré, avec d'autres partis de la majorité, dans une  nouvelle alliance présidentielle « afin de formaliser leurs relations dans le cadre d’une coalition de soutien à M. Abdelaziz Bouteflika, président de la République » de l'époque. Par la suite, en février 2019, le MPA confirme son soutien à la candidature d'Abdelaziz Bouteflika pour un cinquième mandat lors de l'élection présidentielle prévue initialement le 18 avril 2019, élection qui sera finalement reportée à la suite de la démission du président de la République.
Cela conduit au départ d'Arezki Abboute, membre fondateur, qui selon lui, estime que « celui-ci s’était tout bonnement transformé en comité de soutien du président Bouteflika ».

## Polémiques
Le 26 mai 2019, dans le contexte des manifestations de 2019 en Algérie, Amara Benyounès, secrétaire général du parti, est renvoyé devant la Cour suprême. Il est placé le 13 juin 2019 en détention provisoire dans le cadre d'affaires de corruption. Il a été condamné dans le cadre de l'affaire Haddad par le tribunal de Sidi M'Hamed à trois ans d'emprisonnement. Sa peine est réduite en appel à une année de prison le 3 novembre 2020, ce qui lui permet de quitter la prison.

## Objectifs
Entre autres objectifs, le MPA s’assigne la construction d’un grand rassemblement des forces démocratiques et l’édification d’un État fédéral permettant de prendre en charge la diversité au sein de l’unité de la nation.